# Vasilka Sancin

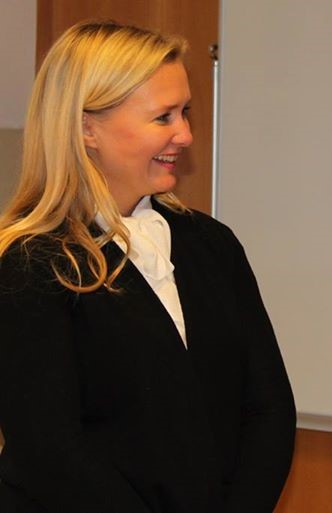
Vasilka Sancin (2014)

Vasilka Sancin (* 22. März 1979 in Ljubljana) ist eine slowenische Juristin. Sie ist seit 2025 Richterin am Europäischen Gerichtshof für Menschenrechte (EGMR).

## Leben und Wirken
Sancin studierte Rechtswissenschaften an der Universität Ljubljana, wo sie 2002 ihren Abschluss erwarb. Ein Jahr später legte sie das Examen für den Öffentlichen Dienst an der Verwaltungsakademie von Ljubljana ab. In der Folge unterrichtete sie zunächst als Dozentin an der Universität Ljubljana, wo sie 2007 zur Dr. iur. promoviert wurde. Dort leitete sie verschiedene Forschungsprojekte, unter anderem zu rechtlichen Rahmenbedingungen bei der Bekämpfung des Klimawandels, zur Verpflichtung des Staates zum Schutz des Lebens bei der Weiterentwicklung künstlicher Intelligenz, zu der Behandlung von Roma nach europäischem Recht und zu rechtlichen Herausforderung bei Überalterung der Gesellschaft. Seit 2014 ist sie die Direktorin der Abteilung für Internationales Recht an der Universität Ljubljana. 2018 hielt sich Sancin als Gastprofessorin an der University of California, Los Angeles auf. Ab 2019 war Sancin Mitglied des UN-Menschenrechtsausschusses, 2022, wechselte sie als stellvertretende Vorsitzende in den Beraterausschuss des Menschenrechtsrats der Vereinten Nationen. Seit 2021 hat sie dort einen ordentlichen Lehrstuhl für Internationales Recht. Zudem übernahm sie im selben Jahr vereinzelte Lehreinheiten auf dem Gebiet der Internationalen Menschenrechtscharta an der Universität Wien. Im folgenden Jahr wurde sie zur Ad-hoc-Richterin am Europäischen Gerichtshof für Menschenrechte (EGMR) ernannt. Seit 2023 ist sie zudem Vizepräsidentin des Slowenischen Roten Kreuzes.
Im Januar 2025 wurde sie als Nachfolgerin von Marko Bošnjak als Vertreterin Sloweniens dauerhaft zur Richterin am Europäischen Gerichtshof für Menschenrechte gewählt. Sie trat ihre voraussichtlich bis 2034 dauernde Amtszeit am 30. Mai 2025 an.